# Nicholas Rodger
Pour les articles homonymes, voir Rodger.
Nicholas Andrew Martin Rodger (né le 12 novembre 1949) est un historien et universitaire britannique, spécialiste de la Royal Navy et Senior Research Fellow du All Souls College d'Oxford.

## Principaux ouvrages
- (en) The Admiralty, 1979
- (en) Articles of War : the Statutes which Governed Our Fighting Navies, 1661, 1749, and 1886, 1982
- (en) The Naval Miscellany, vol. 5, Navy Records Society, 1983
- (en) The Wooden World : an Anatomy of the Georgian Navy, 1986, 445 p. (ISBN 978-0-00-686152-2)
- (en) Naval Records for Genealogists, 1984, 1988, 1998
- (en) The Armada in the Public Records, 1988
- (en) Navies and Armies : the Anglo-Dutch relationship in War and Peace 1688-1988, 1990, 118 p. (ISBN 978-0-85976-292-2)édité par G. J. A. Raven et N. A. M. Rodger ; éditeur assistant M. C. F. van Drunen
- (en) The Insatiable Earl : a Life of John Montagu, Fourth Earl of Sandwich, 1718-1792, Harper Collins, 1993
- (en) British Naval Documents 1204-1960, J. B. Hattendorf,  R.J.B. Knight, A. W. H. Pearsall, N. A. M. Rodger, G. Till, Capt. A. B. Sainsbury, Navy Records Society, 1993
- (en) Naval Power in the Twentieth Century, 1996, 273 p. (ISBN 978-1-55750-616-0)
- (en) The Safeguard of the Sea : a Naval History of Britain, vol. 1 : 660-1649, W.W. Norton, 1997, 691 p. (ISBN 978-0-393-31960-6)
- (en) The Command of the Ocean : a Naval History of Britain, vol. 2 : 1649-1815, W.W. Norton, 2004, 907 p. (ISBN 978-0-393-06050-8)
- (en) A Guide to the Naval Records in the National Archives of the UK, N. A. M. Rodger et Randolph Cock, 2006
- (en) Essays in Naval History, from Medieval to Modern, 2009